# Кошка на раскалённой крыше (фильм, 1958)
«Кошка на раскалённой крыше» (англ. Cat on a Hot Tin Roof) — американская драма 1958 года, снятая режиссёром Ричардом Бруксом по одноимённой пьесе Теннесси Уильямса. Главные роли исполняют Элизабет Тейлор, Пол Ньюман и Бёрл Айвз.
Фильм получил шесть номинаций на премию «Оскар», в том числе как лучший фильм года. Самим Уильямсом экранизация была признана провальной и неточной, так как оставляет в стороне гомосексуальные аспекты отношений между Бриком и его погибшим другом Скиппером.

## Сюжет
Брик Поллит (Пол Ньюман), в прошлом известный игрок в американский футбол, вынужден был покинуть спорт, проводит время в беспробудном пьянстве и получает нелепую травму. Он, со своей женой Мэгги по прозвищу «Кошка» (Элизабет Тейлор), приглашён на 65-летний юбилей отца — Харви Поллита, которого все называют «Большой Папа».
Харви только что был выписан из больницы, где был обнаружен неутешительный диагноз — рак, однако ни он, ни его жена не знают, что дни его сочтены. Но остальные члены семьи в курсе и начинают суету вокруг немалого наследства. Мэгги намекает Брику, что ему, как одному из главных наследников, неплохо бы подумать о доле в завещании. Любимая невестка Харви — именно Мэгги, хотя она и бездетна. «Большой папа» сам пытается вызывать сына на откровенный разговор. Брик, однако, почему-то ещё больше портит свои и без того натянутые отношения с отцом.
Причина кроется в старой неприятной истории: друг Брика Скиппер покончил жизнь самоубийством и, как считал Брик, Мэгги имела к этому непосредственное отношение — отчаянно пытаясь хоть как-то исправить испорченные семейные отношения, Мэгги начала заигрывать со Скиппером. Харви тратит последние дни своей жизни на то, чтобы разобраться в проблемах своего младшего сына, и перед смертью ему удаётся заставить Брика обсудить их с женой.

## Актёрский состав

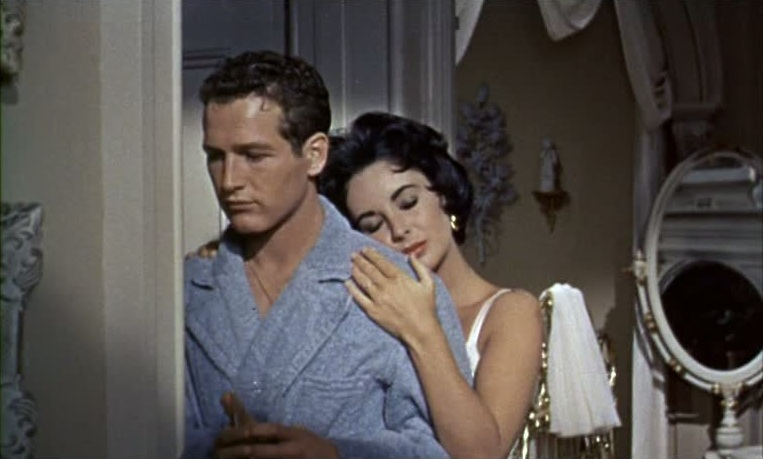
Кадр из фильма

- Элизабет Тейлор — Мэгги «Кошка» Поллит, жена Брика
- Пол Ньюман — Брик Поллит, младший сын Харви и Иды, младший брат Гупера, муж Мэгги, бывший друг Скиппера, бывший игрок в американский футбол
- Бёрл Айвз — Харви «Большой Папа» Поллит, муж Иды, отец Гупера и Брика
- Джудит Андерсон — Ида «Большая Мама» Поллит, жена Харви, мать Гупера и Брика
- Джек Карсон — Купер «Гупер» Поллит, старший сын Харви и Иды, старший брат Брика, муж Мэй, отец пятерых детей, адвокат
- Мэделин Шервуд — Мэй Флинн «Сестренка» Поллит, беременная жена Гупера, мать пятерых детей
- Ларри Гейтс — доктор Боф, лечащий врач семьи Поллит
- Вон Тейлор — преподобный Дэвис
- Хью Коркоран — Роберт (Бастер) Поллит, старший ребёнок и сын Гупера и Мэй (нет в титрах)
- Кевин Коркоран — Сандерс (Санни) Поллит, второй ребёнок и сын Гупера и Мэй (нет в титрах)
- Пэтти Энн Геррити — Дикси Поллит, третий ребёнок и первая дочь Гупера и Мэй (нет в титрах)
- Брайан Коркоран — Пол (Поли) Поллит, четвертый ребёнок и третий сын Гупера и Мэй (нет в титрах)
- Дебора Миллер — Марлена (Трикси) Поллит, младший ребёнок и вторая дочь Гупера и Мэй (нет в титрах)
- Винс Таунсенд — Лэйси, прислуга в доме Поллитов (нет в титрах)
- Зельда Кливер — Зуки, прислуга в доме Поллитов (нет в титрах)
- Бобби Джонсон — конюх Поллитов (нет в титрах)
- Уолтер Мэрилл — гость на вечеринке (нет в титрах)
- Джин Вуд — гостья на вечеринке (нет в титрах)

## Съёмочная группа
- Авторы сценария:
  - Ричард Брукс
  - Джеймс По[англ.]
- Режиссёр: Ричард Брукс
- Оператор: Уильям Дэниелс
- Композитор: Чарльз Уолкотт
- Художники:
  - Уильям Э. Хорнинг
  - Ури МакКлири
- Монтаж: Феррис Уэбстер
- Продюсер: Лоуренс Вайнгартен

## Награды
- 1958 — премия Национального совета кинокритиков США:
  - попадание в десятку лучших фильмов года
- 1959 — премия «Оскар»:
  - Номинация в категории лучший фильм
  - Номинация в категории за лучшую режиссуру (Ричард Брукс)
  - Номинация в категории за лучшую мужскую роль (Пол Ньюман)
  - Номинация в категории за лучшую женскую роль (Элизабет Тейлор)
  - Номинация в категории за лучший адаптированный сценарий (Ричард Брукс, Джеймс По)
  - Номинация в категории за лучшую операторскую работу (Уильям Дэниелс)
- 1959 — премия «Золотой глобус»:
  - Номинация в категории за лучший фильм — драму
  - Номинация в категории за лучшую режиссёрскую работу (Ричард Брукс)
- 1959 — премия BAFTA:
  - Номинация в категории за лучший фильм
  - Номинация в категории за лучшую мужскую роль (Пол Ньюман)
  - Номинация в категории за лучшую женскую роль (Элизабет Тейлор)
- 1959 — премия Golden Laurel:
  - Лучшая драматическая актриса (Элизабет Тейлор)
- 1959 — премия Гильдии режиссёров США:
  - Номинация за лучшую режиссуру художественного фильма (Ричард Брукс)
- 1959 — премия Гильдии сценаристов США:
  - Номинация за лучшую американскую драму (Ричард Брукс, Джеймс По)